# Oxid holmitý
Oxid holmitý (Ho2O3) je oxidem holmia, které je v něm přítomno v oxidačním čísle III.

## Reakce
S chlorovodíkem nebo chloridem amonným reaguje za vzniku chloridu holmitého:
Ho2O3 + 6 NH4Cl → 2 HoCl3 + 6 NH3 + 3 H2O.

## Použití
Používá se k výrobě barevného skla.